# Brachyistius
Brachyistius es un género de peces de la familia Embiotocidae, del orden Perciformes. Este género marino fue descrito por primera vez en 1862 por Theodore Gill.

## Especies
Especies reconocidas del género:
- Brachyistius aletes (Tarp, 1952)
- Brachyistius frenatus T. N. Gill, 1862

### Lectura recomendada
- Gill T. N. 1862. Notice of a collection of the fishes of California presented to the Smithsonian Institution by Mr. Samuel Hubbard. Proc. Acad. Nat. Sci. Phila. v. 14. 274-282.
- Eschmeyer, William N., ed. 1998. Catalog of Fishes. Special Publication of the Center for Biodiversity Research and Information, no. 1, vol 1-3. 2905.